# Llibre d'hores de Leonor de Vega
El Llibre d'hores de Leonor de Vega és un còdex, conservat a la Biblioteca Nacional d'Espanya (Vitr. 24-2), amb miniatures il·luminades realitzat en pergamí per l'artista flamenc Willem Vrelant el segle xv. El manuscrit presenta una enquadernació amb pell de cabra, i està realitzat sobre pergamí en folis (202) de 19 x 13 cm. i un total de 404 pàgines. S'hi inclou un calendari sense il·lustracions que contraresta amb la resta de les nombroses il·lustracions que es poden apreciar en els diferents capítols de les Hores de la Verge, Horas de la Cruz o Horas de l'Esperit Sant, amb miniatures a pàgina completa o bé orles plenes de vegetals, monstres o escenes satíriques, aplicant l'or a moltes d'elles així com a les lletres capitulars.

## Història
L'autor Willem Vrelant nascut el 1410 a Utrecht i mort a Bruges el 1481, va ser alumne de Jan van Eyck i fou actiu a Flandes, on va produir el llibre d'hores suposadament entre 1465 i 1470.
El manuscrit va ser enviat l'any 1498 com a regal per l'ambaixador d'Espanya en Flandes, Diego Ramírez de Villaescusa, a l'ambaixador de Roma pare del poeta Garcilaso de la Vega. L'hereva del còdex va ser la germana del poeta, Leonor de la Vega, de qui va prendre el nom el llibre de les hores.
L'abril de 2016, el còdex «Llibre d'hores de Leonor de la Vega» va ser seleccionat com una de les quinze obres artístiques més importants d'Espanya pel projecte Europeana.